# Голиков Пилип Іванович

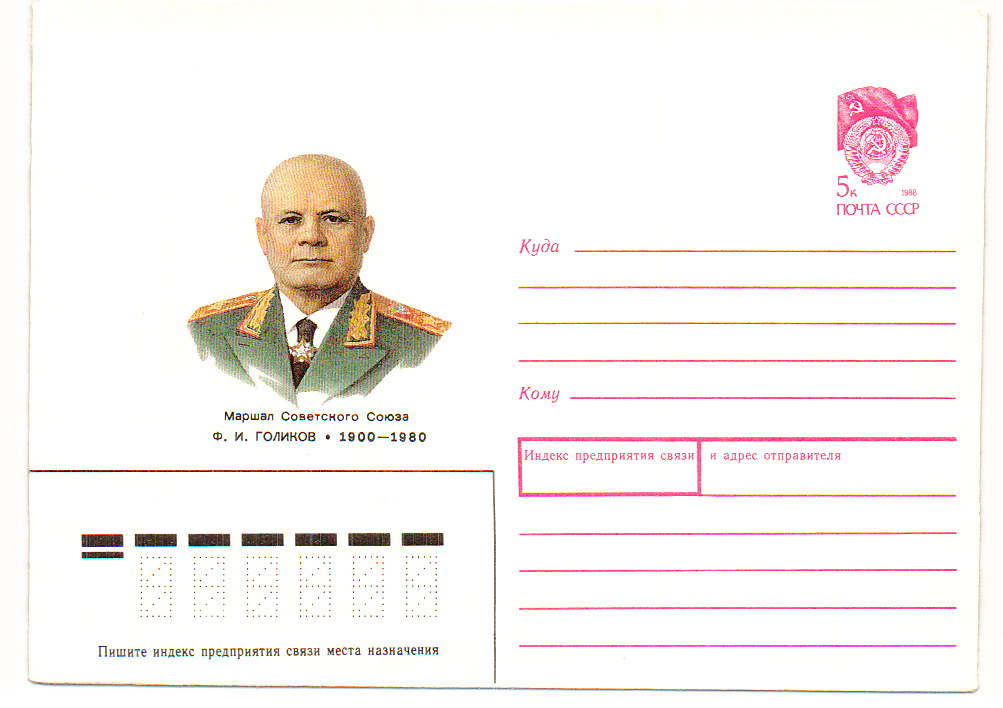
Конверт СРСР

Пили́п Іва́нович Го́ликов (2 (15) липня 1900 , Борисова (Катайський район), Пермська губернія  — 29 липня 1980 , Москва ) — радянський воєначальник, Маршал Радянського Союзу (1961). Член Бюро ЦК КП(б) Білорусії в 1938—1940 роках. Кандидат у члени ЦК КП(б)У в 1940—1949 роках. Член Центральної Ревізійної Комісії ВКП(б) в 1941—1952 роках. Член ЦК КПРС в 1961—1966 роках. Депутат Верховної Ради СРСР 1-го, 4—6-го скликань.

## Біографія

### Ранні роки і початок військової кар'єри
Народився 2 (15) липня 1900 року в селянській родині Івана Миколайовича й Васси Василівни Голикових, присілок  Борисова, зараз Курганскої області.
У 1918 вступив у Червону армію. Член РКП(б) з 1918 року. Брав участь в громадянській війні у складі добровольчого 1-го Селянського комуністичного стрілецького полку «Червоні орли», 10-го Московського стрілецького полку Особливої бригади 3-ї армії Східного фронту. Закінчив військово-агітаторські курси в Петрограді (1919). З серпня 1919 інструктор-організатор політвідділу 51-ї стрілецької дивізії.
Після Громадянської війни до 1931 на партійно-політичній роботі. З 1931 на командних посадах. Командир 95-го стрілецького полку 32-ї стрілецької дивізії (1931—1933), командир 61-ї стрілецької дивізії Приволзького військового округу (1933—1936), командир 8-й окремої механізованої бригади (1936—1937), командир 45-го механізованого корпуса Київського військового округу (1937—1938). В 1938 член Воєнної ради Білоруського військового округу. З листопада 1938 командуючий Вінницькою армійською групою військ Київського Особливого військового округу. В 1939, командуючи 6-ю армією, брав участь у вторгненні СРСР до Польщі.
З липня 1940 заступник начальника Генштабу — начальник Головного розвідувального управління. У зв'язку з початком Німецько-радянської війни й втратою передавального центру в Мінську, був посланий у Лондон з основним завданням поновити зв'язок з європейською резидентурою.

### Друга світова війна
З жовтня 1941 командував 10-ю, з лютого 1942 — 4-ю ударною армією. Із квітня 1942 командувач військами Брянського, у липні 1942 і жовтні 1942 — березні 1943 — Воронезького фронтів. У серпні — жовтні 1942 командував 1-й гвардійською армією й був заступником командувача Південно-Західним (Сталінградським) фронтами.
У перші дні війни Голиков знятий з поста начальника Головного розвідувального управління і направлений начальником Радянської Військової місії у Великій Британію та в США. У жовтні 1941 року був призначений командувачем 10-ї армії. У складі військ Західного фронту його армія досить успішно наступала з початку грудня 1941 південніше Тули, відкинувши на відстань до 200 кілометрів від Москви частини німецької 2-ї танкової армії генерала Гудеріана.
З лютого 1942 року — командувач 4-ї ударної армії на Калінінському фронті. З квітня 1942 року — командувач військами Брянського фронту, в липні 1942 року — командувач військами Воронезького фронту. У ході Воронезько-Ворошиловградської операції в червні — липні 1942 року, втратив управління військами, внаслідок чого з'єднання фронту не виконали поставленого завдання і понесли значні втрати. Противник зумів прорватися до Воронежа, вийти на Середній Дон і зайняти вигідний рубіж для удару на Сталінград.
У серпні 1942 року Голиков призначений з пониженням командувачем 1-ю гвардійською армією на Південно-Східному та Сталінградському фронтах, брав участь в оборонних боях на підступах до Сталінграда. З вересня 1942 року — заступник командувача Сталінградським фронтом. У жовтні 1942 року перекинутий на північну ділянку радянсько-німецького фронту і призначений командувачем військами Північно-Західного фронту.
У жовтні 1942 року призначений командувачем військами Воронезького фронту. Голиков проявив полководницький талант в ході Острогозько-Россошанської і Воронезько-Касторненської операцій (січень — лютий 1943 року). У результаті успішно проведених операцій його війська розгромили велике німецько-угорське угрупування в районі Воронежа, захопили в полон до 150 тисяч солдатів та офіцерів противника. 28 січня 1943 року Голіков в числі перших був нагороджений орденом Суворова 1-го ступеня.
У результаті Харківської наступальної операції радянським військам вдалося просунутися більш ніж на 100 кілометрів і звільнити Харків від німецьких загарбників. Однак у березні 1943 року противник завдав потужні удари по військах Воронезького фронту, пробивши пролом до 30 кілометрів по фронту і вийшовши на комунікації радянських військ. Для виправлення ситуації на Воронезький фронт був спрямований Г. К. Жуков.
У березні 1943 року Голиков був відкликаний до Москви і більше на фронт не направлявся.
З квітня 1943 Голиков — заступник міністра оборони СРСР з кадрів, а з травня 1943 — начальник Головного управління кадрів Міністерства оборони СРСР. Одночасно з жовтня 1944 був уповноваженим СНК СРСР у справах репатріації радянських громадян.
В 1950—1956 Голиков командував окремою механізованою армією. В 1956—1958 начальник Військової академії бронетанкових військ. В 1958—1962 начальник Головного політичного управління Радянської Армії й Військово-морського Флоту. В 1961—1966 член ЦК КПРС.